# 血海穴
血海穴，人體穴位之一，亦名百蟲窠，位於大腿內側，髕底內側端上2寸，當股四頭肌內側頭的隆起處。是脾經常用保健穴位。

## 相關病症
- 女性：月經不調、經閉、經痛、崩漏、功能性子宮出血、帶下、產後惡露不盡、貧血。
- 男性：睾丸炎、小便淋澀。
- 其餘症狀：氣逆、腹脹、風疹、癮疹、濕疹、皮膚瘙癢、神經性皮炎、丹毒、股內側痛，膝關節疼痛。

## 相關文獻
- 《針灸甲乙經》∶若血閉不通，逆氣脹，血海主之。[2]
- 《針灸大成》∶暴崩不止，血海主之。[3]
- 《類經圖翼》∶主帶下，逆氣，腹脹。